# Aneta Grzeszykowska
Aneta Grzeszykowska (ur. 1974 w Warszawie) – polska artystka multimedialna.
Laureatka Paszportu „Polityki” za 2013 rok w kategorii „sztuki wizualne”. 

## Życiorys
Aneta Grzeszykowska w 1999 ukończyła studia na Wydziale Grafiki Akademii Sztuk Pięknych w Warszawie. Zajmuje się nowymi mediami, zwłaszcza fotografią. Od 1999 zaczęła współpracować przy projektach fotograficznych z Janem Smagą. Od 2005 zaczęła realizować własne projekty. 
W głównym polu zainteresowania jej samodzielnej twórczości leżą tożsamość i wizerunek człowieka – zapośredniczone w medium, które z natury rzeczy manipuluje rzeczywistością, a często jest dodatkowo przetworzone. Powtarzającymi się motywami w pracach Grzeszykowskiej są: nieobecność, niewidzialność, znikanie, wymazywanie, wcielanie się w inną postać czy rozczłonkowanie (np. Striptease, Untitled Film Stills). Artystka dotyka egzystencjalno-ontologicznych kwestii przy jednoczesnym eksponowaniu wyrafinowania środków artystycznych. Od 2007 roku tworzy wyolbrzymione, monochromatyczne lalki z wełny i grochu (np. Chłopiec, Dziewczynka ze zwierzętami).
Laureatka Paszportu „Polityki” za 2013 rok w kategorii „sztuki wizualne”. 
Współpracuje z warszawską Galerią Raster.  Mieszka i tworzy w Warszawie.

## Wybrane wystawy

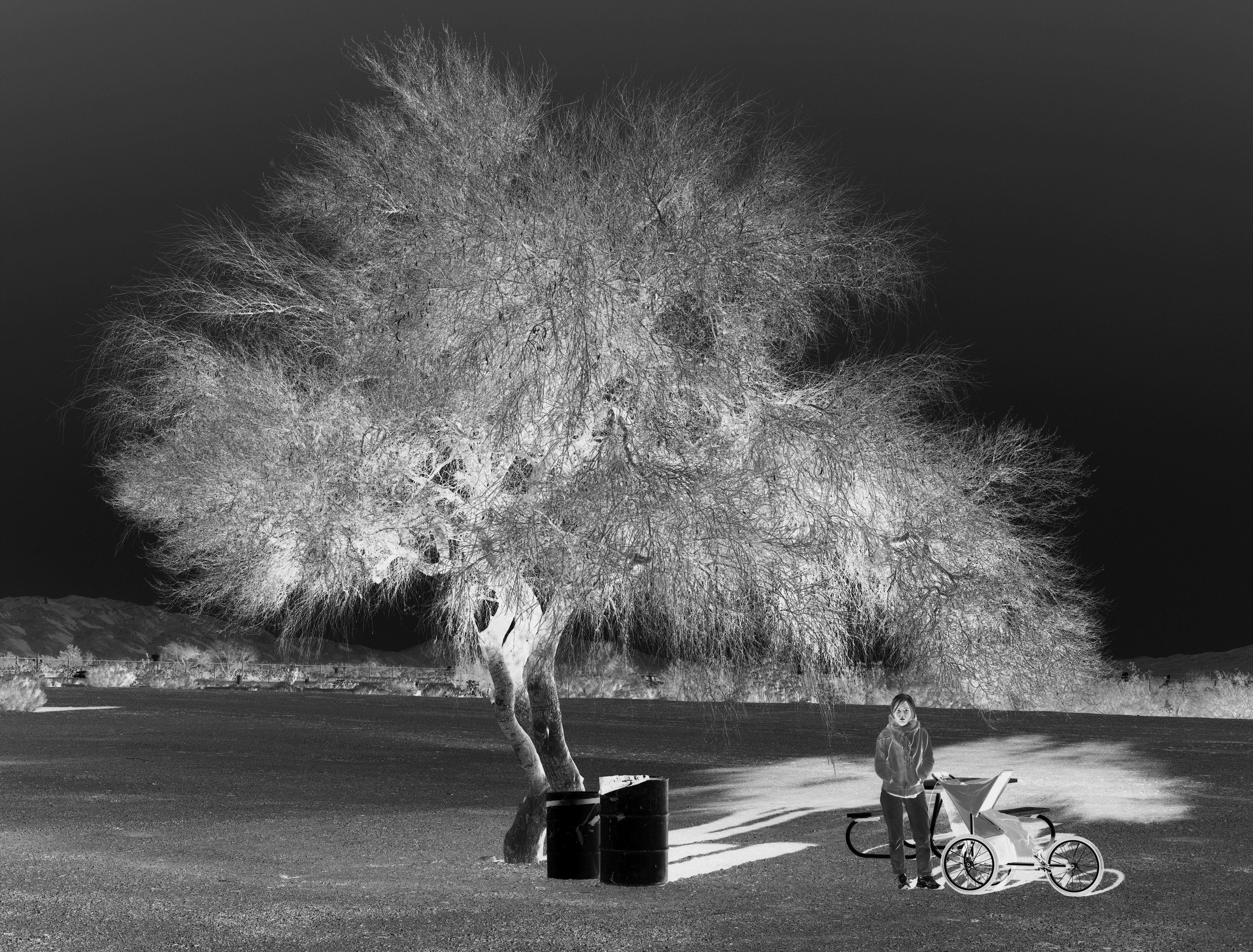
Aneta Grzeszykowska, fotografia z cyklu Negative Book, kolekcja Zachęty

- 2013: Śmierć i dziewczyna, Narodowa Galeria Sztuki Zachęta, Warszawa
- 2012: Anagramy, Galeria Arsenał, Białystok
- 2010: Birthday, Galerie naechst St. Stephan, Wiedeń, Austria
- 2004: Plan, Galeria Raster, Warszawa; Fons Welters Gallery, Amsterdam (w duecie z Janem Smagą)
- 2005: Album, Galeria Raster, Warszawa
- 2006: Is it better to be a good artist or a good person?, Rental Gallery, Los Angeles (w duecie z Janem Smagą)
- 2007: Betonowe dziedzictwo. Od Le Corbusiera do blokersów, CSW Zamek Ujazdowski, Warszawa
- 2009: Ból głowy, Galeria Raster, Warszawa